# Branko Oblak
Branko Oblak (Lubiana, 27 maggio 1947) è un allenatore di calcio ed ex calciatore sloveno.
Nel mese di novembre del 2003, venne insignito del titolo onorifico di Golden Player della Slovenia come miglior giocatore sloveno dell'ultimo mezzo secolo (1954-2003), avendo la meglio sui rivali Srečko Katanec e Zlatko Zahovič. Nel 1971 fu eletto anche sportivo sloveno dell'anno.
Dopo aver giocato dieci campionati jugoslavi, si trasferì in Germania Ovest vestendo la maglia dello Schalke 04 e del Bayern Monaco, per poi chiudere la carriera in Austria con lo Sebenico e lo Spittal/Drau. Negli anni '70 fu inoltre titolare della nazionale jugoslava.
Da allenatore, ha guidato la nazionale slovena per due anni dal 2004 al 2006.

## Carriera

### Giocatore

#### Club
Partì con le giovanili dello Svoboda Lubiana per approdare nel 1965 all'Olimpija. Fece il suo debutto contro il Partizan (Belgrado, 20 maggio 1966) segnando una doppietta che portò alla vittoria l'Olimpia (2-1). Rimase sette stagioni a Lubiana, segnando 33 reti per gli zmajček (i draghi).
Nel 1973 venne ceduto all'Hajduk di Spalato nel quale avrebbe giocato solo due stagioni vincendo due campionati e due coppe di Jugoslavia e segnando per i bili (i bianchi) complessivamente 24 reti.
Nel 1975 firmò un contratto biennale per lo Schalke 04 e nello stesso anno ottenne una seconda candidatura al Pallone d'oro.
Alla seconda stagione (1976-1977) con la formazione renana lo Schalke conquistò il secondo posto in Bundesliga alle spalle del Borussia Mönchengladbach.
Nell'estate del 1977 passò al Bayern Monaco col quale rimase per tre stagioni e vinse un campionato (1979-1980). In seguito giocò in varie squadre austriache tra cui l'SV Spittal. Chiuse la sua carriera da calciatore professionista nel 1987.

#### Nazionale
Il 6 maggio 1971 a Bucarest debuttò con la nazionale jugoslava in un'amichevole contro la Romania. Nello stesso anno giocò nella partita di addio di Pelé allo stadio Stadio Maracanã di Rio de Janeiro.
Con l'arrivo alla panchina della nazionale di Vujadin Boškov divenne uno dei punti inamovibili della rappresentativa. Con il Mondiale in Germania Ovest del 1974 divenne (assieme a Danilo Popivoda) il primo sloveno a giocare nei campionati mondiali. Venne inserito nella squadra dell'undici ideale della competizione. Nello stesso anno fu candidato per il Pallone d'oro.
Nel 1976 venne convocato per l'Europeo, ospitati dalla Jugoslavia. Il 17 giugno 1976 a Belgrado si giocò la semifinale tra la Jugoslavia e la Germania Ovest: la Jugoslavia andò in vantaggio al 19' del primo tempo con rete di Popivoda su assist di Oblak e raddoppiò dopo dieci minuti con Džajić. La Germania Ovest vinse infine ai supplementari. Nella finale per il terzo posto, la sua squadra perse ancora ai supplementari contro i Paesi Bassi (3-2).
Giocò la sua ultima partita in nazionale contro la Romania (Zagabria, 8 maggio 1977, Jugoslavia – Romania 0-2).

### Allenatore
Dopo il ritiro divenne il direttore tecnico dell'Olimpija Lubiana e quindi l'allenatore di una alcune di squadre del campionato sloveno (NK Naklo, Rudar Velenje, NK Koper, NK Ljubljana). Guidò per due stagioni l'Olimpija. Dopo queste prime esperienze, nel febbraio 2004 venne assunto come allenatore della nazionale Under-21 slovena.
Nel maggio 2004 il commissario tecnico della nazionale maggiore Bojan Prašnikar venne licenziato e gli subentrò Oblak che esordì con un 1-0 ai danni dell'Italia nelle qualificazioni per i Mondiale. Anche a seguito della sconfitta contro la Bulgaria nelle qualificazioni per l'Europo 2008, il 27 novembre 2006 rassegnò le dimissioni e venne sostituito nel gennaio 2007 da Matjaž Kek.

## Statistiche

### Cronologia presenze e reti in nazionale
| Cronologia completa delle presenze e delle reti in nazionale ― Jugoslavia | Cronologia completa delle presenze e delle reti in nazionale ― Jugoslavia | Cronologia completa delle presenze e delle reti in nazionale ― Jugoslavia | Cronologia completa delle presenze e delle reti in nazionale ― Jugoslavia | Cronologia completa delle presenze e delle reti in nazionale ― Jugoslavia | Cronologia completa delle presenze e delle reti in nazionale ― Jugoslavia | Cronologia completa delle presenze e delle reti in nazionale ― Jugoslavia | Cronologia completa delle presenze e delle reti in nazionale ― Jugoslavia |
| Data                                                                      | Città                                                                     | In casa                                                                   | Risultato                                                                 | Ospiti                                                                    | Competizione                                                              | Reti                                                                      | Note                                                                      |
| ------------------------------------------------------------------------- | ------------------------------------------------------------------------- | ------------------------------------------------------------------------- | ------------------------------------------------------------------------- | ------------------------------------------------------------------------- | ------------------------------------------------------------------------- | ------------------------------------------------------------------------- | ------------------------------------------------------------------------- |
| 6-5-1970                                                                  | Bucarest                                                                  | Romania                                                                   | 0 – 0                                                                     | Jugoslavia                                                                | Amichevole                                                                | -                                                                         | 46’                                                                       |
| 11-10-1970                                                                | Rotterdam                                                                 | Paesi Bassi                                                               | 1 – 1                                                                     | Jugoslavia                                                                | Qual. Euro 1972                                                           | -                                                                         | 81’                                                                       |
| 21-4-1971                                                                 | Novi Sad                                                                  | Jugoslavia                                                                | 0 – 1                                                                     | Romania                                                                   | Amichevole                                                                | -                                                                         |                                                                           |
| 9-5-1971                                                                  | Lipsia                                                                    | Germania Est                                                              | 1 – 2                                                                     | Jugoslavia                                                                | Qual. Euro 1972                                                           | -                                                                         | 63’                                                                       |
| 18-7-1971                                                                 | Rio de Janeiro                                                            | Brasile                                                                   | 2 – 2                                                                     | Jugoslavia                                                                | Amichevole                                                                | -                                                                         |                                                                           |
| 1-9-1971                                                                  | Budapest                                                                  | Ungheria                                                                  | 2 – 1                                                                     | Jugoslavia                                                                | Amichevole                                                                | 1                                                                         |                                                                           |
| 22-9-1971                                                                 | Sarajevo                                                                  | Jugoslavia                                                                | 4 – 0                                                                     | Messico                                                                   | Amichevole                                                                | 1                                                                         | 74’                                                                       |
| 16-10-1971                                                                | Belgrado                                                                  | Jugoslavia                                                                | 0 – 0                                                                     | Germania Est                                                              | Qual. Euro 1972                                                           | -                                                                         | 61’                                                                       |
| 27-10-1971                                                                | Podgorica                                                                 | Jugoslavia                                                                | 0 – 0                                                                     | Lussemburgo                                                               | Qual. Euro 1972                                                           | -                                                                         | 33’                                                                       |
| 30-4-1972                                                                 | Belgrado                                                                  | Jugoslavia                                                                | 0 – 0                                                                     | Unione Sovietica                                                          | Qual. Euro 1972                                                           | -                                                                         |                                                                           |
| 13-5-1972                                                                 | Mosca                                                                     | Unione Sovietica                                                          | 3 – 0                                                                     | Jugoslavia                                                                | Qual. Euro 1972                                                           | -                                                                         | 71’                                                                       |
| 14-6-1972                                                                 | Curitiba                                                                  | Jugoslavia                                                                | 10 – 0                                                                    | Venezuela                                                                 | Amichevole                                                                | -                                                                         | 46’                                                                       |
| 18-6-1972                                                                 | Campo Grande                                                              | Jugoslavia                                                                | 1 – 1                                                                     | Bolivia                                                                   | Amichevole                                                                | -                                                                         | 46’                                                                       |
| 22-6-1972                                                                 | Manaus                                                                    | Jugoslavia                                                                | 2 – 1                                                                     | Paraguay                                                                  | Amichevole                                                                | -                                                                         | 55’                                                                       |
| 25-6-1972                                                                 | Manaus                                                                    | Jugoslavia                                                                | 2 – 1                                                                     | Perù                                                                      | Amichevole                                                                | -                                                                         |                                                                           |
| 29-6-1972                                                                 | Belo Horizonte                                                            | Jugoslavia                                                                | 2 – 2                                                                     | Scozia                                                                    | Amichevole                                                                | -                                                                         |                                                                           |
| 2-7-1972                                                                  | San Paolo                                                                 | Brasile                                                                   | 3 – 0                                                                     | Jugoslavia                                                                | Amichevole                                                                | -                                                                         |                                                                           |
| 6-7-1972                                                                  | San Paolo                                                                 | Jugoslavia                                                                | 2 – 1                                                                     | Cecoslovacchia                                                            | Amichevole                                                                | -                                                                         |                                                                           |
| 9-7-1972                                                                  | Rio de Janeiro                                                            | Jugoslavia                                                                | 4 – 2                                                                     | Argentina                                                                 | Amichevole                                                                | -                                                                         |                                                                           |
| 4-2-1973                                                                  | Tunisi                                                                    | Tunisia                                                                   | 0 – 5                                                                     | Jugoslavia                                                                | Amichevole                                                                | -                                                                         | 76’                                                                       |
| 9-5-1973                                                                  | Monaco di Baviera                                                         | Germania Ovest                                                            | 0 – 1                                                                     | Jugoslavia                                                                | Amichevole                                                                | -                                                                         |                                                                           |
| 13-5-1973                                                                 | Varsavia                                                                  | Polonia                                                                   | 2 – 2                                                                     | Jugoslavia                                                                | Amichevole                                                                | -                                                                         |                                                                           |
| 26-9-1973                                                                 | Belgrado                                                                  | Jugoslavia                                                                | 1 – 1                                                                     | Ungheria                                                                  | Amichevole                                                                | -                                                                         |                                                                           |
| 21-10-1973                                                                | Zagabria                                                                  | Jugoslavia                                                                | 0 – 0                                                                     | Spagna                                                                    | Qual. Mondiali 1974                                                       | -                                                                         |                                                                           |
| 13-2-1974                                                                 | Francoforte sul Meno                                                      | Spagna                                                                    | 0 – 1                                                                     | Jugoslavia                                                                | Qual. Mondiali 1974                                                       | -                                                                         |                                                                           |
| 5-6-1974                                                                  | Belgrado                                                                  | Jugoslavia                                                                | 2 – 2                                                                     | Inghilterra                                                               | Amichevole                                                                | 1                                                                         |                                                                           |
| 14-6-1974                                                                 | Francoforte sul Meno                                                      | Jugoslavia                                                                | 0 – 0                                                                     | Brasile                                                                   | Mondiali 1974 - 1º turno                                                  | -                                                                         | 17’                                                                       |
| 18-6-1974                                                                 | Gelsenkirchen                                                             | Zaire                                                                     | 0 – 9                                                                     | Jugoslavia                                                                | Mondiali 1974 - 1º turno                                                  | 1                                                                         |                                                                           |
| 22-6-1974                                                                 | Francoforte sul Meno                                                      | Scozia                                                                    | 1 – 1                                                                     | Jugoslavia                                                                | Mondiali 1974 - 1º turno                                                  | -                                                                         | 24’                                                                       |
| 26-6-1974                                                                 | Düsseldorf                                                                | Germania Ovest                                                            | 2 – 0                                                                     | Jugoslavia                                                                | Mondiali 1974 - 2º turno                                                  | -                                                                         | 84’                                                                       |
| 30-6-1974                                                                 | Francoforte sul Meno                                                      | Jugoslavia                                                                | 1 – 2                                                                     | Polonia                                                                   | Mondiali 1974 - 2º turno                                                  | -                                                                         | 16’                                                                       |
| 28-9-1974                                                                 | Zagabria                                                                  | Jugoslavia                                                                | 1 – 0                                                                     | Italia                                                                    | Amichevole                                                                | -                                                                         |                                                                           |
| 16-4-1975                                                                 | Belfast                                                                   | Irlanda del Nord                                                          | 1 – 0                                                                     | Jugoslavia                                                                | Qual. Euro 1976                                                           | -                                                                         |                                                                           |
| 31-5-1975                                                                 | Belgrado                                                                  | Jugoslavia                                                                | 3 – 0                                                                     | Paesi Bassi                                                               | Amichevole                                                                | -                                                                         |                                                                           |
| 4-6-1975                                                                  | Solna                                                                     | Svezia                                                                    | 1 – 2                                                                     | Jugoslavia                                                                | Qual. Euro 1976                                                           | -                                                                         |                                                                           |
| 9-6-1975                                                                  | Oslo                                                                      | Norvegia                                                                  | 1 – 3                                                                     | Jugoslavia                                                                | Qual. Euro 1976                                                           | -                                                                         |                                                                           |
| 15-10-1975                                                                | Zagabria                                                                  | Jugoslavia                                                                | 3 – 0                                                                     | Svezia                                                                    | Qual. Euro 1976                                                           | 1                                                                         | cap.                                                                      |
| 19-11-1975                                                                | Belgrado                                                                  | Jugoslavia                                                                | 1 – 0                                                                     | Irlanda del Nord                                                          | Qual. Euro 1976                                                           | 1                                                                         |                                                                           |
| 17-4-1976                                                                 | Belgrado                                                                  | Jugoslavia                                                                | 0 – 0                                                                     | Ungheria                                                                  | Amichevole                                                                | -                                                                         | 46’                                                                       |
| 24-4-1976                                                                 | Zagabria                                                                  | Jugoslavia                                                                | 2 – 0                                                                     | Galles                                                                    | Qual. Euro 1976                                                           | -                                                                         |                                                                           |
| 22-5-1976                                                                 | Cardiff                                                                   | Galles                                                                    | 1 – 1                                                                     | Jugoslavia                                                                | Qual. Euro 1976                                                           | -                                                                         |                                                                           |
| 17-6-1976                                                                 | Belgrado                                                                  | Jugoslavia                                                                | 2 – 4 dts                                                                 | Germania Ovest                                                            | Euro 1976 - Semifinale                                                    | -                                                                         | 106’                                                                      |
| 19-6-1976                                                                 | Zagabria                                                                  | Jugoslavia                                                                | 2 – 3 dts                                                                 | Paesi Bassi                                                               | Euro 1976 - Finale 3º posto                                               | -                                                                         | cap.                                                                      |
| 10-10-1976                                                                | Siviglia                                                                  | Spagna                                                                    | 1 – 0                                                                     | Jugoslavia                                                                | Qual. Mondiali 1978                                                       | -                                                                         | cap.                                                                      |
| 30-4-1977                                                                 | Belgrado                                                                  | Jugoslavia                                                                | 1 – 2                                                                     | Germania Ovest                                                            | Amichevole                                                                | -                                                                         | cap.                                                                      |
| 8-5-1977                                                                  | Zagabria                                                                  | Jugoslavia                                                                | 0 – 2                                                                     | Romania                                                                   | Qual. Mondiali 1978                                                       | -                                                                         |                                                                           |
| Totale                                                                    |                                                                           | Presenze                                                                  | 46                                                                        |                                                                           | Reti                                                                      | 6                                                                         |                                                                           |

## Palmarès

### Giocatore

#### Club
- Campionato jugoslavo: 2

Hajduk Split: 1973-1974, 1974-1975
- Coppa di Jugoslavia: 2

Hajduk Split: 1973, 1974
- Campionato tedesco: 1

Bayern Monaco: 1979-1980